# میرچا بدیوان
میرچا بدیوان (انگلیسی: Mircea Bedivan؛ زادهٔ ۸ اکتبر ۱۹۵۷) بازیکن هندبال اهل رومانی است.